# Сераково-Славенське
Сераково-Славенське (пол. Sierakowo Sławieńskie) — село в Польщі, у гміні Сянув Кошалінського повіту Західнопоморського воєводства.
Населення — 413 осіб (2011).

## Демографія
Демографічна структура станом на 31 березня 2011 року:
|          | Загалом | Допрацездатний вік | Працездатний вік | Постпрацездатний вік |
| -------- | ------- | ------------------ | ---------------- | -------------------- |
| Чоловіки | 203     | 40                 | 145              | 18                   |
| Жінки    | 210     | 49                 | 121              | 40                   |
| Разом    | 413     | 89                 | 266              | 58                   |